# Aéroport de Long Island MacArthur
L'aéroport de Long Island MacArthur (en anglais : Long Island Mac Arthur Airport, également connu sous le nom Islip Airport) (code IATA : ISP • code OACI : KISP • code FAA : ISP) est un aéroport public situé sur l'île de Long Island, à Ronkonkoma, partie de la ville d'Islip (comté de Suffolk), dans l'État de New York.
La ville possède et exploite l'aéroport qui dessert près de deux millions de passagers par an, ainsi que de l'aviation générale.

## Histoire
En avril 1942, quatre mois après le bombardement de Pearl Harbor, la ville d'Islip passe un contrat avec le gouvernement fédéral pour la construction d'un aérodrome sur un terrain appartenant à la ville à des fins militaires. En quelques mois, la Civil Aeronautics Administration — prédécesseur de la Federal Aviation Administration — finance la construction de trois pistes pavées.
Initialement nommé Islip Airport, à la suggestion de l'élu local Charles H. Duryea, l'aéroport est rebaptisé MacArthur Airport après le général Douglas MacArthur, dont l'évasion dramatique des Philippines a attiré l'attention du monde.
En 1944, Lockheed Aircraft Corporation construit le premier hangar à l'aéroport.

## Situation et accès

### Carte des aéroports dans l'État de New York
Note: Newark-Liberty n'est pas techniquement situé dans l'État de New York mais figure sur cette carte.

| \| 50 km1:1 725 000 \| Albany Binghamton Buffalo · Niagara Elmira/Corning Ithaca Long · Island LaGuardia Newburgh · Stewart Niagara · Falls Newark JFK Plattsburgh Rochester Syracuse Watertown Westchester |
| 50 km1:1 725 000 |

## Compagnies aériennes et destinations
| Compagnies         | Destinations |
| ------------------ | --- |
| American Eagle     | Philadelphie |
| Frontier Airlines  | Atlanta H.-Jackson, Fort Lauderdale-Hollywood, Fort Myers, Las Vegas-Harry-Reid, Miami, Orlando, Tampa, Palm Beach En saison : Myrtle Beach, Raleigh-Durham |
| Southwest Airlines | Baltimore-T. Marshall, Fort Lauderdale-Hollywood, Orlando, Tampa, Palm Beach                                                                                |

Édité le 16 juillet 2020